# Modelleisenbahn report
Der Modelleisenbahn report war eine Fachzeitschrift zum Thema Modelleisenbahnen.

## Vertrieb
Die freiverkäufliche Kundenzeitschrift der Marken Fleischmann und Roco wurde von H zwo B Kommunikations GmbH herausgegeben. Das Heft erschien viermal im Jahr. Der Modelleisenbahn report war im Abo und über den Zeitschriftenfachhandel erhältlich.

## Inhalte
Der Modelleisenbahn report richtete sich an Sammler und Bastler sowie Spiel- und Vorbildbahner. Neben Tipps und Tricks zum Modellbau und Informationen zu aktuellen Modellneuheiten von Roco und Fleischmann waren Vorbildberichte und Reportagen aus der Modellbahn-Szene Themen des Magazins.
Der Vertrieb wurde zum 31. Dezember 2014 eingestellt. (Quelle: ZDB aktuell)